# Gare d'Ailly-sur-Somme
Ne doit pas être confondu avec Gare d'Ailly-sur-Noye.
La gare d'Ailly-sur-Somme est une gare ferroviaire française de la ligne de Longueau à Boulogne-Ville, située au bourg centre de la commune d'Ailly-sur-Somme, dans le département de la Somme, en région Hauts-de-France.
Elle est mise en service en 1847, par la Compagnie du chemin de fer d'Amiens à Boulogne avant de devenir une gare de la Compagnie des chemins de fer du Nord, puis d'être intégrée dans le réseau de la Société nationale des chemins de fer français (SNCF) en 1938.
Ailly-sur-Somme est une gare de la SNCF, desservie par des trains TER Hauts-de-France.

## Situation ferroviaire

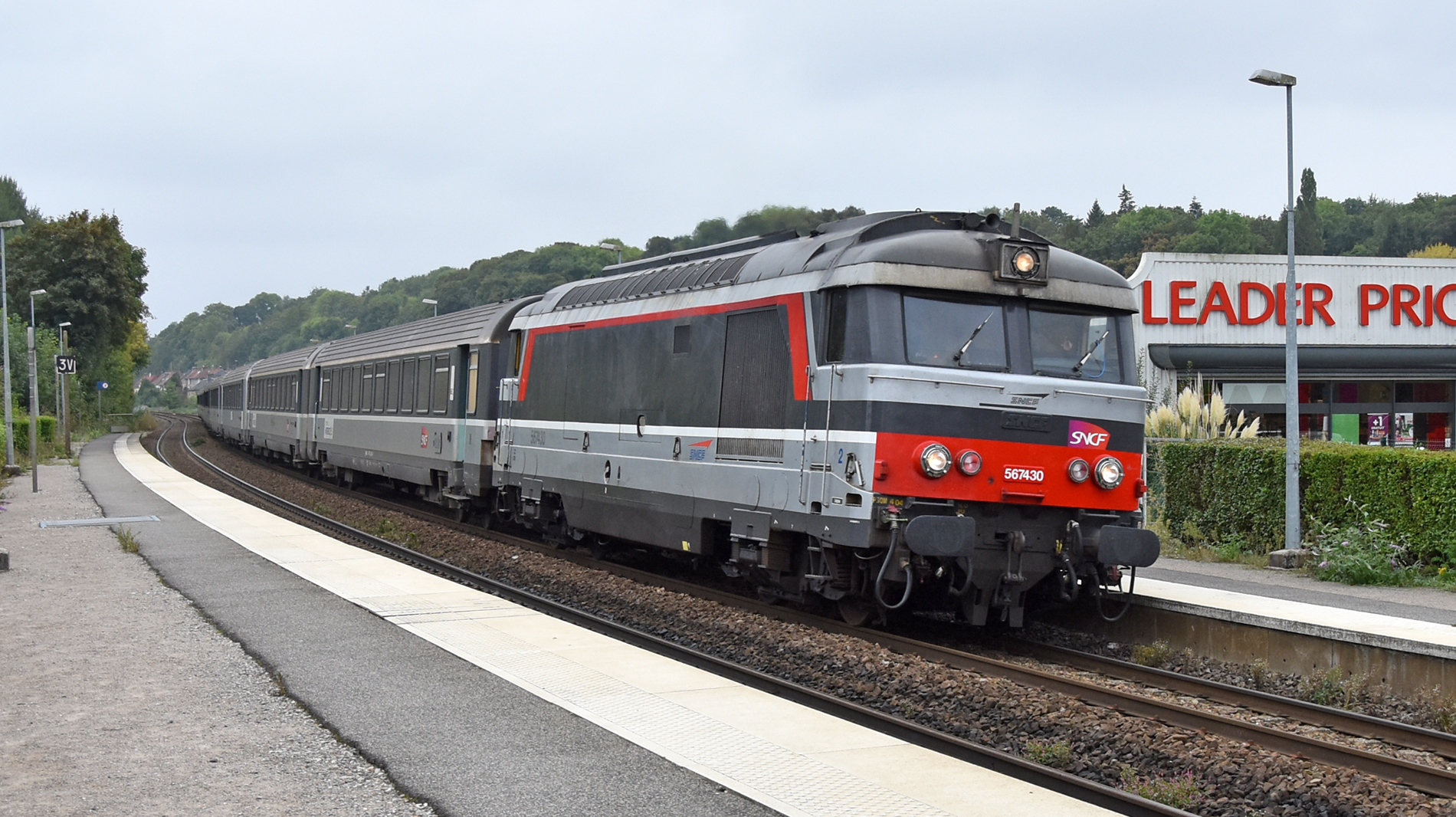
Passage d'un train Corail sans arrêt.

Établie à 17 mètres d'altitude, la gare d'Ailly-sur-Somme est située au point kilométrique 140,011 de la ligne de Longueau à Boulogne-Ville, entre les gares de Dreuil-lès-Amiens et de Picquigny.
Elle possède deux voies et deux quais, le quai 1 a une longueur de 170 m et le quai 2 de 174 m.

## Histoire
La « station d'Ailly » est mise en service le 15 mars 1847 par la Compagnie du chemin de fer d'Amiens à Boulogne, lorsqu'elle ouvre à l'exploitation la section d'Amiens à Abbeville. « Ailly » est alors la première station entre Amiens et Picquigny.
En 1851, elle devient une gare de la Compagnie des chemins de fer du Nord, lorsque celle-ci accepte une fusion absorption avec la compagnie primitive qui ne peut résister à la concurrence de sa grande rivale.
Le 11 juillet 1906, a lieu un accident entre un train de marchandises, stationné sur la voie, et le rapide Paris – Bâle. Il fait cinq blessés, le chauffeur de la locomotive et des voyageurs de nationalité anglaise. La marquise du bâtiment voyageurs est détruite, ainsi que les sémaphores et une maison inoccupée près du passage à niveau.
En 2009, la fréquentation de la gare était de 467 voyageurs par jour.

## Service des voyageurs

### Accueil

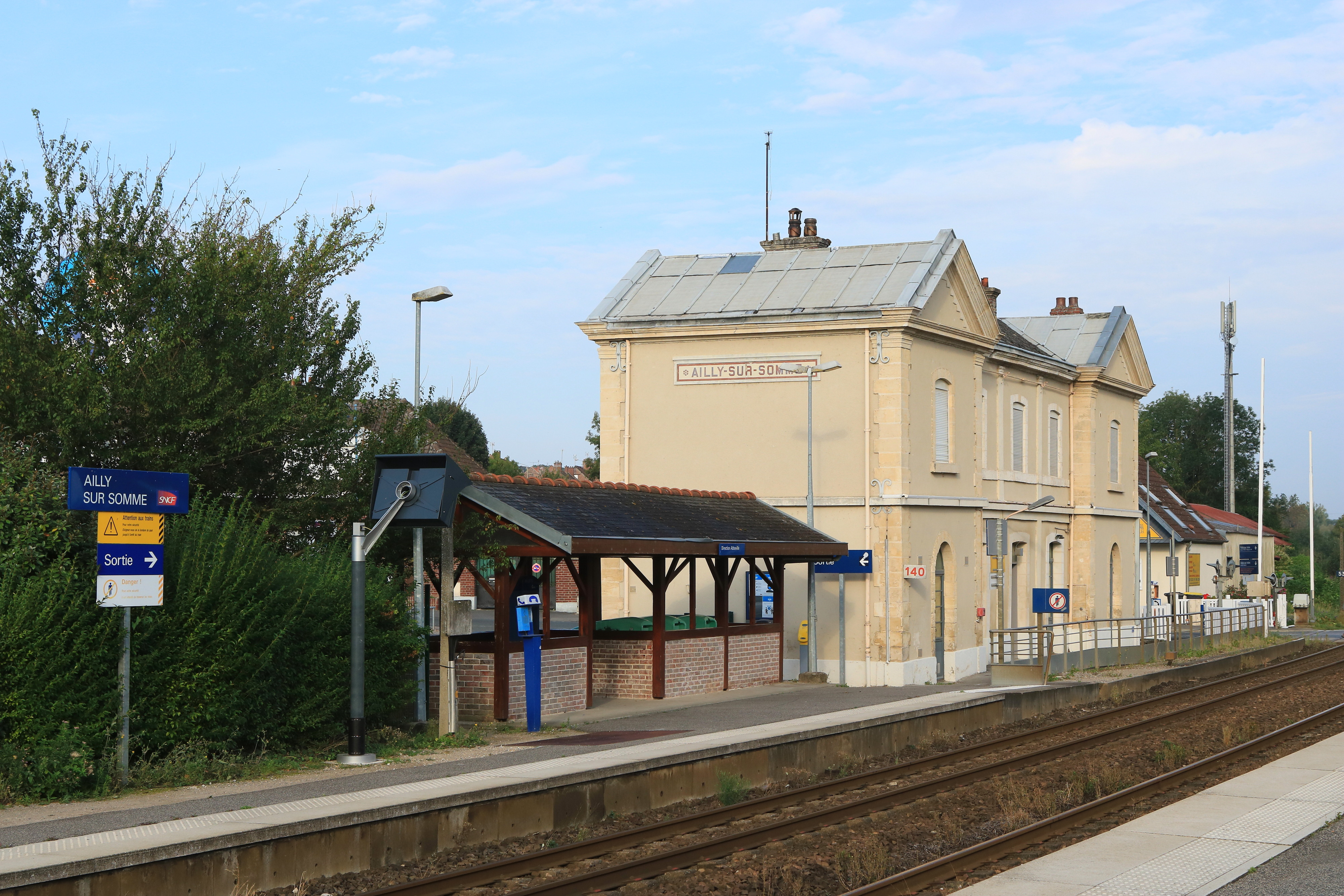
Abri du quai direction Abbeville et bâtiment voyageurs.

Gare SNCF, elle dispose d'un bâtiment voyageurs, avec guichet, ouvert du lundi au samedi et fermé les dimanches et jours fériés. Elle est notamment équipée d'automates pour l'achat de titres de transport TER. C'est une gare « Accès TER » avec des aménagements, équipements et services pour les personnes à la mobilité réduite.
La traversée des voies et le passage d'un quai à l'autre s'effectuent par le passage à niveau routier situé à côté du bâtiment voyageurs.

### Desserte

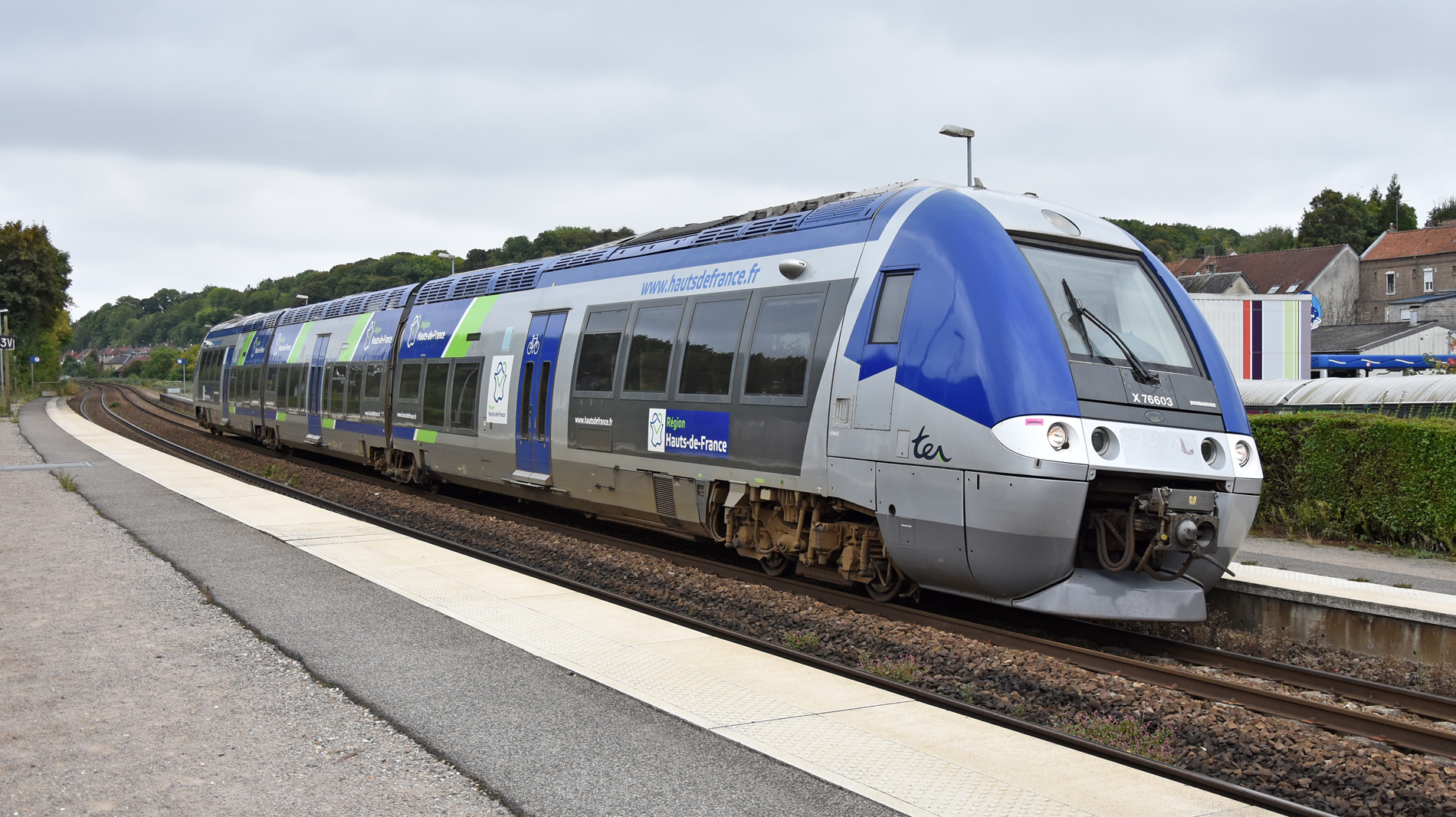
Rame TER desservant la gare.

Ailly-sur-Somme est desservie par des trains TER Hauts-de-France, qui effectuent des missions entre les gares d'Abbeville et d'Amiens, voire d'Albert (ligne P21).

### Intermodalité
Un parc pour les vélos et un parking sont aménagés à ses abords.

## Patrimoine ferroviaire
Le bâtiment voyageurs (BV) remonte aux premières années de la ligne. Sa disposition diffère des autres gares de la ligne, et pourrait résulter d'un agrandissement au XIXe siècle[réf. nécessaire]. Il consiste en un corps central à étage, avec un toit à deux versants d'axe longitudinal, flanqué de deux ailes plus larges à toiture en bâtière transversale. Côté voies, la porte au rez-de-chaussée de ces ailes est coiffée d'arcs en plein cintre. Les pilastres et bandeaux horizontaux du corps principal sont similaires à ceux des BV des gares de Rue et de Rang-du-Fliers - Verton.